# Trysil
Trysil és un municipi situat al comtat d'Innlandet, Noruega. És part de la regió tradicional d'Østerdalen. Té una població de 6,525 habitants (2016) i la seva superfície és de 3,014 km². El centre administratiu del municipi és el poble d'Innbygda, i també inclou els pobles d'Østby i Nybergsund. El municipi es va establir l'1 de gener de 1838.

## Informació general

### Nom
El municipi, originalment una parròquia, prové del nom d'una antiga granja, on s'hi construí la primera església de la zona. El significat del nom és desconegut, però el més probable és que provingui d'un antic riu que antigament s'anomenava Tryssil.

### Escut d'armes
L'escut d'armes és modern. Se'ls va concedir el poble el 21 d'octubre de 1991. Mostra dos pals d'esquí platejats sobre un fons blau. Simbolitza Trysil en el passat, present i futur. Va ser dissenyat per Bjørn Ellefsæter.

## Història

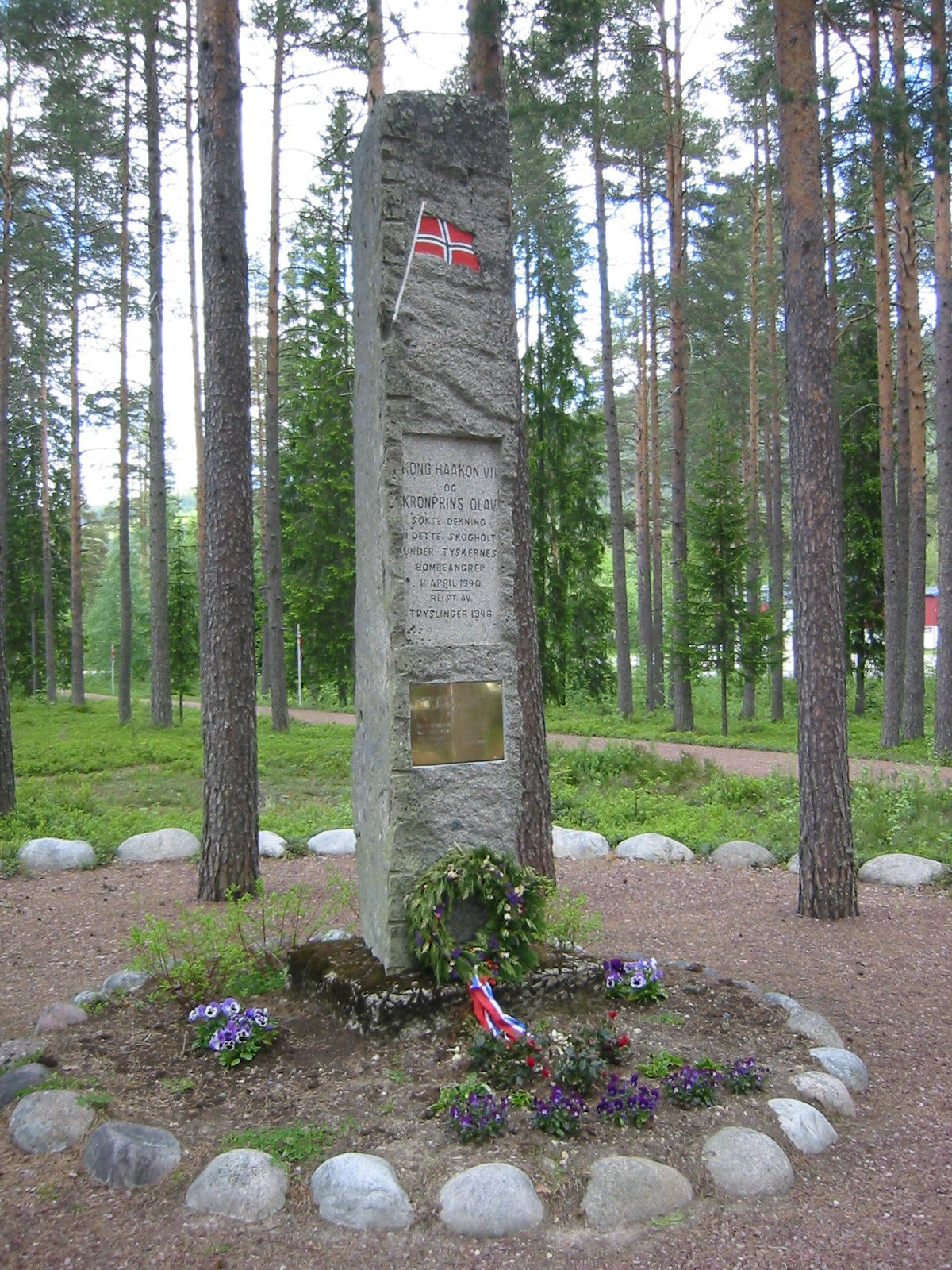
Monument dedicat a les víctimes del bombardeig alemany.

A Trysil s'hi organitzà una de les primeres curses d'esquí modernes a Noruega, celebrada el 22 gener de 1862. Roland Huntford, un dels organitzadors, descriu aquesta carrera com "la primera cursa d'esquí veritablement moderna". El famós esquiador noruec Halvard Morgedal guanyà totes les competicions d'aquell any. El club d'esquí Trysilgutten, fundat el 1861, és un dels clubs d'esquí més antics del món.
Un petit poble de Trysil, Nybergsund, fou bombardeja per aviadors alemanys durant la Segona Guerra Mundial l'11 d'abril de 1940, quan el rei Haakon VII i el príncep Olaf eren allà.

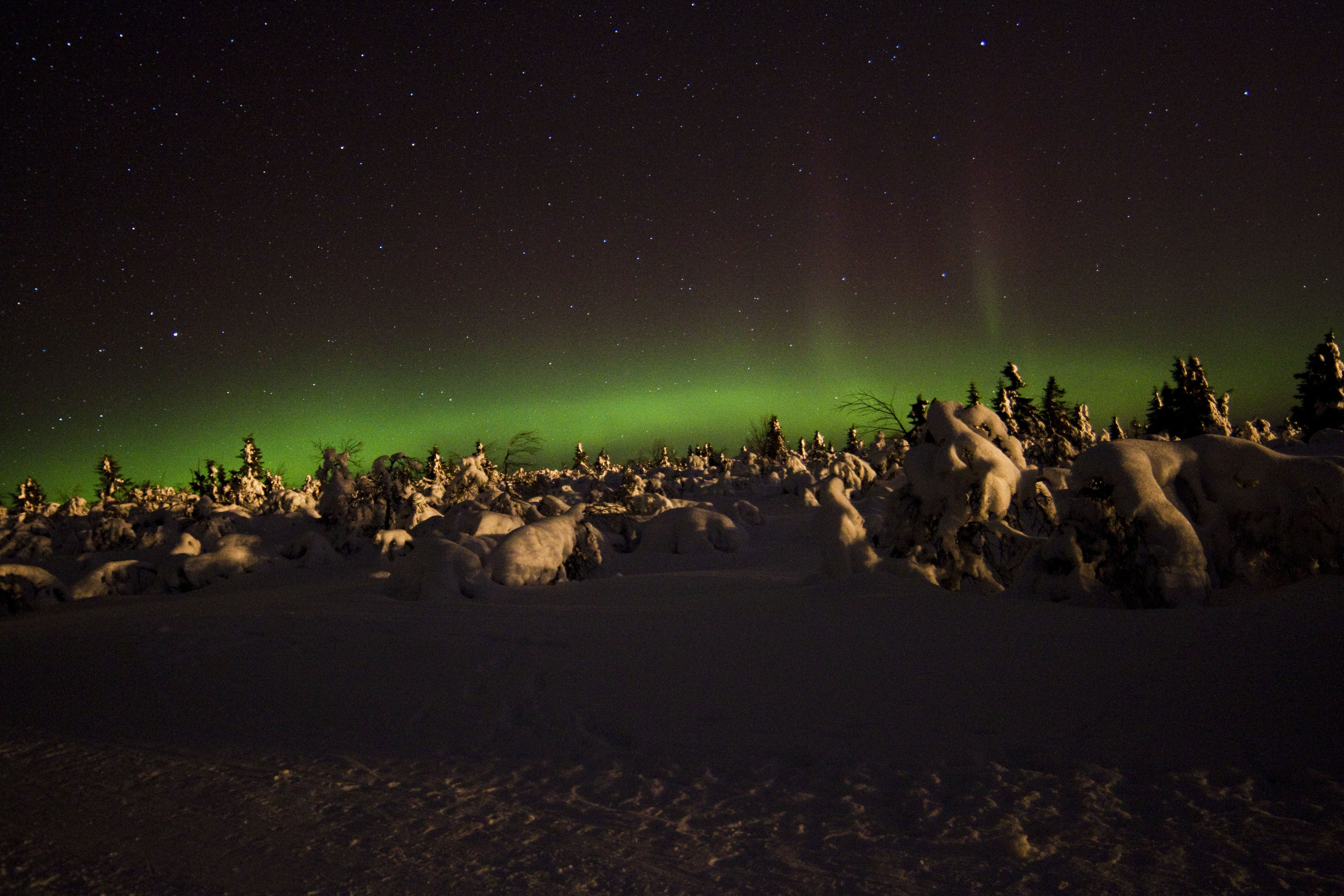
Aurora boreal a Trysil

## Economia
L'agricultura, l'explotació forestal, i la caça són tradicionalment les ocupacions més importants a Trydal. Trysilfjellet és el major centre d'esports d'hivern a Noruega amb 65 pistes preparades, i es troba en aquesta vila.
El riu Trysilelva va ser l'últim riu a Noruega amb flotant tradicional de la fusta. Trysilfjellet és l'estació d'esquí més gran de Noruega, amb 65 pistes preparades.

## Geografia
Trysil se situa a l'est dels Alps Escandinaus, en una altitud de 467 msnm. Limita al nord amb els municipis d'Engerdal i Rendalen, a l'oest amb Åmot, al sud-oest amb Elverum i limita al nord, a l'est i al sud amb Suècia. Part del municipi forma part del Parc Nacional de Fulufjellet.
La zona és coberta per uns extensos boscos de coníferes (taigà), sent l'arbre més abundant el pi roig (pinus sylvestris). Aquest boscos contenen una gran diversitat faunística, amb exemplars d'ants, cérvols, ossos bruns, rens, llops, guineus i senglars.
Trysil és un lloc perfecte per explorar la naturalesa de Noruega i participar en diverses activitats a l'aire lliure com excursions guiades, pesca fluvial, trineus tirats per gossos, safari d'ants, fotografia nocturna i observació d'estrelles i aurores boreals.

## Fills il·lustres
- Gen Axel Blomberg, també conegut com a Hellhammer, bateria del grup noruec de black metal Mayhem.
- Hallgeir Brenden, esquiador.
- Tormod Haugen, escriptor i guanyador del premi Andersen
- Anita Moen, esquiador.
- Sven Moren, escriptor.
- Olaf L. Olsen, legislador i polític nord-americà.
- Einar Skjæraasen, escriptor.
- Axel Smith, sacerdot i topògraf.
- Johan Sætre, saltador d'esquí.
- Halldis Moren Vesaas, escriptor.
- Jarl André Storbæk, futbolista professional de l'equip Vålerenga.
- Håvard Storbæk, futbolista de l'equip danès Odd Grenland.
- Kim Rune Hansen, esquiador professional per Burton Snowboards.

## Ciutats agermanades
Trysil manté una relació d'agermanament amb les següents localitats:
- - Kil, Comtat de Värmland, Suècia
- - Laihia, Länsi-Suomi, Finlàndia